# Человек, который лжёт
«Человек, который лжёт» (фр. L’Homme qui ment, словацк. Muž, ktorý luže) — франко-чехословацкий фильм режиссёра Алена Роба-Грийе, вышедший на экраны в 1968 году.
Фильм участвовал в конкурсной программе 18-го Берлинского международного кинофестиваля, где Жан-Луи Трентиньян завоевал премию Серебряный медведь за лучшую мужскую роль.

## Сюжет и описание фильма
Действие происходит в неопределённой европейской стране. Главный герой, одетый в современный костюм (Жан-Луи Трентиньян), бежит по лесу от преследующего его отряда солдат в немецкой форме периода Второй мировой войны, с которыми ведут перестрелку борцы сопротивления. Героя убивают, но он встаёт и идёт в близлежащий городок, представляясь зрителю как Борис Варисса, боевой товарищ лидера местного сопротивления, предположительно убитого Жана Рабена. В таверне он рассказывает историю, как спасал раненого Рабена, но ему, похоже, никто не верит. Затем он идёт в полуразрушенный фамильный замок Рабена, где знакомится с тремя красавицами — женой Рабена, его сестрой и служанкой. Его новый рассказ о спасении Рабена также не убеждает женщин. Тем не менее Борису удаётся закрепиться в замке и даже завести романы с женщинами, хотя между ними существуют свои сложные сексуальные отношения. По ходу действия можно предположить, что Борис был не борцом сопротивления, а скорее предателем, или что он просто авантюрист или сумасшедший. Возникают также сомнения в том, существовал ли такой человек на самом деле, а если существовал, то жив ли (в какой-то момент на местном кладбище показывают могилу с табличкой Борис Варисса), а если жив, то Борис ли он. Может быть, это только дух погибшего Бориса, а может быть, он и есть на самом деле Жан (в определённый момент он сам так говорит).
Время, в которое происходят события, трудно определить. Некоторые события как будто происходят во время войны (или в памяти воевавших, или это просто чьи-то фантазии?). Какие-то события как будто происходят в настоящем времени, но в них тоже вклиниваются черты военного времени. Какие-то из событий, вероятно, происходят или происходили в реальности, какие-то являются отражением свойств памяти, в разной степени искажающих события при воспроизведении, а какие-то являются плодом чистого вымысла, причём сознательного, и порой практически невозможно чётко разделить эти уровни повествования. И если рассматривать излагаемые в фильме события в реалистическом ключе, то картина предстанет противоречивой и лишённой какой-либо объединяющей идеи. Однако если смотреть на неё с точки зрения многозначности проявления форм реальности, разнообразия возможных трактовок одних и тех же событий в разных обстоятельствах и на разных уровнях восприятия, то картина предстанет как сложное и комплексное исследование способов восприятия, трактовки и воспроизведения реальности. Автор в определённой степени жертвует художественными составляющими фильма ради постановки вопросов, которые скорее относятся к категории философских.

## В ролях
- Жан-Луи Трентиньян — Жан Робен / Борис Варисса
- Иван Мистрик — Жан
- Зузана Коцурикова — Лаура
- Сильвие Турбова — Сильвия
- Сильви Бреаль — Мария
- Йозеф Черны — отец
- Йозеф Кронер — Франц
- Доминик Прадо — Лиза
- Душан Блашкович — владелец таверны
- Катрин Роб-Грийе — аптекарша
- Юлиус Вашек — Владимир
- Иван Летко — немецкий офицер